# Festival Italiano de Cine
El Festival Italiano de Cine es un festival de cine organizado por el Instituto Italiano de Cultura y Edimburgo Filmhouse con la colaboración de Glasgow Teatro de Película, DCA Dundee Artes Contemporáneas, Aberdeen Filmhouse, y Inverness Eden Tribunal.

## Orígenes y objetivos
Desde 1993, el festival ha tenido lugar anualmente excepto en 2020 y 2021 ediciones debido a la pandemia y a la clausura provisional del Instituto Italiano de Cultura. En sus orígenes fue diseñado como una celebración de las mejores producciones italianas, incluyendo cine clásico y contemporáneo. El evento incluye una amplia variedad de películas, cortometrajes y documentales estrenados durante el año. Otro de sus objetivos es la inclusión de trabajos de talentos nuevos así como de profesionales ya establecidos.

## Eventos
Además de la proyección de películas y documentales, el Festival Italiano de Cine incluye tributos a los representantes más notorios de su industria cinematográfica, entre los cuales se encuentran los nombres de Ettore Scola en 2017, Luchino Visconti en 2016, y Alida Valli en 2009.
En 2013 siete de las películas del festival fueron llevadas a Belfast. Otras ediciones anteriores incluyeron eventos en St. Andrews, Kirkcaldy, y Mánchester.

## Organizadores
- Instituto Italiano de Cultura en Edimburgo (fundador)
- Cónsul General Italiano
- Creative Scotland
- Istituto Luce @– Cinecittà[11]